# Олимпијски парк (Сочи)
Олимпијски парк (рус. Олимпийский парк) је олимпијски парк конструисан за Зимске олимпијске игре 2014. Смештен је у Адлерском рејону, најјужнијем округу града Сочија на Имеретинској низији на Црном мору. У олимпијском парку се налази главни Олимпијски стадион који је служио за церемоније Игара 2014. и објекти коришћени за дворанска такмичења као што су: хокеј, уметничко клизање, карлинг и брзо клизање. У њему се налазе и објекти за обуку, олимпијско село, међународни радиодифузни центар и друге погодности. Парк је дизајниран тако да се до свих објеката може доћи пешке. Објекти се налазе око великог базена који садржи фонтану познату под називом Воде Олимпијског парка, дизајнирану од стране компаније WET, која је такође дизајнирала Олимпијски казан за Зимске олимпијске игре 2002. у Солт Лејк Ситију. Фонтана је пречника 5,3 m са капацитетом од око 700.000 галона воде, са више од 250 млазница и млазних система који могу направити магле и кореографске приказе воде подешене на класичну музику Петра Чајковског, Арама Хачатурјана, Дмитрија Шостаковича и Михаила Глинке.

## Историја
Градња комплекса на на Имеретинској низији је почела 2007. године. Имеретинска низија је била заштићена област птичјих врста од 1911, али је већином уништена током изградње. Већина објеката је завршена до 2013. године.

## Објекти

### Тренутни
- Адлер арена: ова ледена дворана са капацитетом од 8.000 места је била домаћин такмичења у брзом клизању на Играма 2014. године. Користи се и даље за спортска такмичења.
- Ледена дворана Бољшој: дворана са капацитетом од 12.000 места је отворена 2012. године. Била је домаћин Светског првенства у хокеју на леду до 18 година и Купа Првог канала у хокеју на леду 2013. године. Током Олимпијских игара у дворани Бољшој су одржавана такмичења у хокеју на леду. Био је главни објекат за мушки турнир, као и за полуфинале и финале на женском турниру. Дворана је дизајнирана да подсећа на замрзнуте капи воде. Њена карактеристика је кров, који садржи ЛЕД светла на спољној шкољци који осветљавају дворану ноћу. Тренутни закупац дворане је ХК Сочи, члан КХЛ.
- Олимпијски стадион Фишт: централни спортски објекат на XXII Зимским олимпијским играма на којем су одржане свечане церемоније отварања и затварања ЗОИ 2014. За време ЗОИ, стадион је имао капацитет од 40.000 гледалаца. Овај стадион је био један од четири на којима су се одиграле утакмице Купа конфедерација у фудбалу 2017. и један од једанаест који су домаћини неких од утакмица Светског првенства у фудбалу 2018.. Реконструкцијом је промењен из куполастог у отворени стадион за 47.659 гладалаца.
- Олимпијски центар за карлинг „Ледена коцка“: ледена спортска дворана изграђена наменски за потребе одржавања турнира у карлингу на ЗОИ 2014. Може да прими 3.000 гледалаца.
- Ледена дворана „Ајсберг“: ледена спортска дворана капацитета 12.000 места намењених такмичењима у уметничком клизању и брзом клизању на кратким стазама. Постоје планови да се трансформише у велодром за потребе велодромског бициклизма.
- Шајба арена: вишенаменска монтажна спортска ледена дворана намењена превасходно утакмицама у хокеју на леду, а изграђена за потребе хокејашког турнира на ЗОИ 2014. Шајба арена и Ледена дворана Бољшој се налазе на удаљености од 300 m.
- Сочи Аутодром: Ова 5.848 km тркачка стаза Формуле 1 кружи око олимпијског парка у Сочију и има капацитет од 55.000 гледалаца. Отворена је 21. септембра 2014. године.

- Адлер арена
- Ледена дворана Бољшој
- Ледена дворана „Ајсберг“
- Шајба арена

### Други објекти
- Олимпијско село: налази се у оквиру олимпијског парка. Саградила га је руска компанија Бејсик Елемент. Село се састоји од 47 зграда и дизајнирано је за три хиљаде људи. У њему су били смештени спортисти, новинари и чланови олимпијске породице за време ЗОИ 2014. Постоји планови да Олимпијско село буде вансезонско одмаралишни комплекс „Шошноје”.
- Медал плаза: - трг у близини стадиона Фишт где су се одржавале свечане церемоније доделе медаља ЗОИ 2014.
- Медија центар Сочи: за време Игара 2014. седиште Међународног прес центра. Био је домаћин и Светског шампионата у шаху исте године. Постоји планови да се медијски центар претвори у продајни у будућности.
- Парк Сочи: тематски парк на тему историје и културе Русије. Први је парк ове врсте у земљи. Површине 20,5 хектара, има сопствени парк природе и хотелски комплекс који је смештен у средњовековном замку. Парк је први пут отворен само за гледаоце и спортисте Олимпијских игара током којих је примио 140.000 посетилаца. Парк је отворен за јавност на Светски дан детета 1. јуна 2014. године, а званично 28. јуна 2014. године.

##### Гробље
У оквиру олимпијског парка налази се гробље од 2 хектара, које датира из 1915. године. Садржи гробове појединаца који су припадали Староверцима. Гробље се налази између дворане „Ајсберг“, стадиона Фишт и Медал плаза, али је у великој мери скривено дрвећем. Током Олимпијских игара, Канада и Сједињене Државе су имале националне куће близу гробља наспрам Медал плаза. Дмитриј Чернишенко, председник и извршни директор Организационог одбора ЗОИ, рекао је у интервјуу за Њујорк тајмс из септембра 2013. године да су локални становници пристали да се преселе у оближње село због изградње парка, али су инсистирали на томе да гробове њихових предака оставе нетакнуте. То је учињено и због руског закона којим се забрањује премештање гробова. Гробље се још користи за сахране.

### Бивши
- Тренинг центар за хокеј на леду: објекат за тренирање хокеја на леду током ЗОИ.
- Тренинг центар за уметничко клизање: објекат за тренирање уметничког клизања током ЗОИ.

## Превоз
У северном делу Олимпијског парка налази се железничка станица „Олимпијско село”, а у јужном је станица „Олимпијски парк” (главно транзитно чвориште олимпијског парка). Обе станице су заустављају на релацији железнице Абхазије. Јужно од Олимпијског парка је магистрални пут М27.
За Олимпијске игре изграђена је пруга која повезује олимпијско село са аеродромом, олимпијско село Сочи, централни Сочи и станицу Краснаја Пољана (седиште за планински кластер). Поред тога, изграђен је и ауто-пут за даље повезивање олимпијског парка са овим подручјем.
Олимпијски парк је требало да сервисира неколико станица дуж планиране Сочи Метроа, али је тај пројекат отказан.